# Poble yagua
Els yagua, yahuna, ñihamwo, yihamwo, nihamwo o mishara són un poble indígena que habita en la província de Mariscal Ramón Castilla i la província de Putumayo, totes dues al departament de Loreto, Perú i als reguardos de Santa Sofía i El Progreso, al departament colombià de l'Amazones. Són unes 10 mil persones, la llengua de les quals pertany a la família llengües peba–yaguan.

## Història
Vivien immemorialment a les riberes del riu Amazones, abans del seu retir a la selva van formar part de la Federació Pijao en temps de la conquesta després van ser dominades pels cocames o Omagua, de llengua Tupí. Posteriorment van sofrir l'acusació dels esclavistes portuguesos o bandeirantes, per a escapar dels quals van optar per buscar refugi en les missions jesuïtes, però després de l'expulsió d'aquests, des de 1773 van caure gradualment sota el control de "patrons", que els van utilitzar com a mà d'obra.
A mitjan segle xix, les autoritats del districte de Pebas els van utilitzar per a recol·lectar arítjol. Posteriorment, la febre del cautxú va comportar l'arribada de la Casa Arana al territori i encara que els yagua van resistir van ser derrotats en 1911.
En decaure el mercat del cautxú, es van succeir altres "bonances" en la selva per a explotar fusta fina, llet caspi i pells i novament la població indígena va ser tractada com a mà d'obra barata. Els trasllats imposats pels patrons van ocasionar greus conflictes entre els Yagua i els pobles indígenes veïns, com els mayoruna.
En estacionar-se les tropes peruanes en Pebas, en 1933 es va produir una terrible epidèmia de xarampió, que va eliminar la tercera part de la població yagua. Després de 1970 l'estat peruà va fomentar la sedentarización en "comunitats natives" i al mateix temps part dels indígenes van integrar el moviment messiànic de la Santa Cruz.

## Economia
La seva economia es basa en l'agricultura itinerant, complementada per la pesca i la caça. La iuca és el principal cultiu de la chagra. Fabriquen els seus vestits amb fibres de palma, hamacas i diferents classes de canastres. Comercialitzen algunes de les artesanias que produeixen, fusta, carn de cacera i arròs.

## Organització social
Hi ha diferents clans patrilineals exògams, que realitzen intercanvi matrimonial, comportant-se com a meitats. Els clans dels vegetals poden intercanviar esposes amb els clans dels animals terrestres, en tant que els integrants de clans de determinats ocells contreuen matrimoni amb els d'altres clans d'ocells corresponents.
Han conformat la Federación de Pueblos Yagua del Bajo Amazonas y Bajo Napola o FEPYBABAN ("Federació de Pobles Yagua del Baix Amazones i Baix Napola").

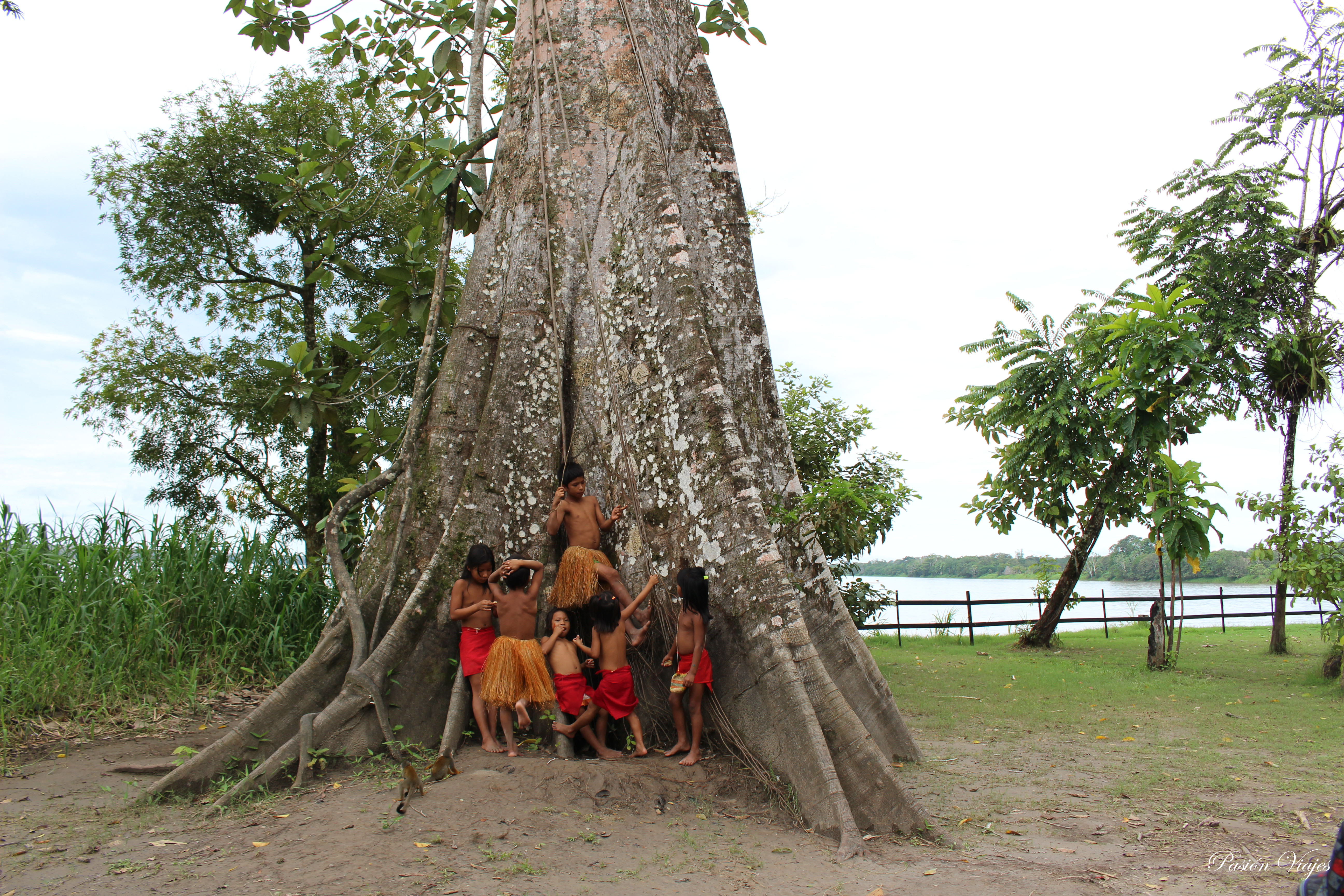
Nens yagua a Isla de los Micos

## Creences
Adoren Oriknan, ser suprem i creador. Entrenen al xaman per més de cinc anys, perquè propiciï el contacte amb el món espiritual que regeix la naturalesa. El xamanisme es comporta com un sistema d'adaptació amb la realitat viscuda, que propicia l'harmonia amb la naturalesa, la seguretat, l'alimentació i la salut. En els rituals que duren diversos dies, canten formant un cor masculí i un altre femení.

## Llengua
El seu idioma, sense classificar, estava estretament relacionat amb els extints dels Peba i Yameo. Alguns experts consideren que les llengües Peba-Yagua tenen un origen comú amb les llengües zaparoanes, però altres consideren que les seves relacions es deuen únicament al veïnatge. També s'ha volgut relacionar el yagua amb el "Macro-Carib"
L'ordre de les parts de l'oració, en el yagua, és del tipus Verb Subjecte Objecte (VSO).